# Тихонов, Игорь Всеволодович
Игорь Всеволодович Тихонов род. 27 января 1953 в Москве — советский и российский художник-живописец, график, педагог, художник театра и кино, член Союза художников России и Московского Союза художников (Ассоциации художников театра, кино и телевидения), почётный член Творческого союза профессиональных художников, почетный член графиков японской живописи «Фуме-э». Заслуженный художник Российской Федерации (2013).

## Биография
Игорь Всеволодович - выпускник Московской Художественной Школы им. Томского и Всесоюзного Государственного Института кинематографии им. С.А. Герасимова  (1977 год, преподаватели Г.А. Мясников, И.А. Шпинель, В.А. Токарев). Работал на Киностудии им. М. Горького, заместителем директора по специальным дисциплинам в МСХШ при МГАХИ им. В. И. Сурикова, в 1983 году приглашен на работу во ВГИК, где занимался педагогической деятельностью более 30 лет(в должности декана и доцента художественного факультета кафедры рисунка и живописи). Игорь Всеволодович осуществил в общей сложности 12 выпусков дипломников, из них 6 выпусков дипломников ВГИКа, среди которых Сергей Иванов (главный художник фильма «Небеса обетованные», Янина Куштевская (главный художник театра Ю. Булановского), Вячеслав Ушаков (ведущий художник-аниматор, работающий в Москве и Лос-Анджелесе),  А.Алексеев - ведущий художник Варта-Фильм в Будапеште, В.Пастухов - заместитель директора Художественной школы, А. Горский - ведущий художник Московской Патриархии. Ученики И. В. Тихонова работают в различных сферах изобразительного искусства, кино, театра, арт-бизнеса, педагогики. Параллельно И.В.Тихонов занимался преподавательской деятельностью в Православном Свято-Тихоновском Университете и Университете российской академии образования. В 1995—1998 гг. он организовал и стал художественным руководителем Художественной школы «Покров» в районе Митино в Москве. Работал преимущественно в области станковой живописи и графики. Любимые жанры: портрет, пейзаж, историческая картина. В 1990-1991 гг. художником написана серия портретов сотрудников посольства США в Москве (д-р Салазар, д-р Стайгер и др.) и серия панорамных пейзажей. Художник проводил активную общественную деятельность: в 1995-1998 годах в Москве им был осуществлен художественный проект для детей-сирот и подростков из малообеспеченных семей «Золотая кисточка» в ЦДХ, ВХШ в г.Эссен (Германия). В рамках проекта была построена часовня Георгия Победоносца на месте захоронения русских и немецких солдат, погибших в 1941 под Москвой. Им также была построена часовня Пророка Ильи в п. Борисово Вологодской области, а весной 2017 года осуществлена поездка по местам боев на Донбассе. Участник более 100 выставок в России и за рубежом, в том числе в Бельгии, Германии, Финляндии, Японии и т. д.

## Выставки

### Персональные выставки
- Выставка живописи и графики в Объединенном институте ядерных исследований г. Дубна, 1973
- Выставка живописи и графики в журнале «Сельская молодежь», 1974
- Выставка живописи и графики в издательстве «Молодая Гвардия», 1974
- Выставка живописи и графики в журнале «Студенческий меридиан», 1975
- Выставка живописи в г. Долгопрудный, 1981
- Выставка живописи в галерее «Альпенрозе» г. Москва, 1989
- Выставка живописи и графики в Центральном Доме Советской Армии им М.В. Фрунзе / Дом офицеров Московского военного округа, 1990
- Выставка живописи и графики г. Эссен г. Фельберт г. Верден г. Вупперталь Германия, 1992
- Выставка живописи и графики г. Коломна галерея «Лего», 1998
- Выставка живописи и графики «Эра Водолея» гостиница «Рэдиссон Славянская» г. Москва, 1998
- Выставка живописи и графики в Торговом представительстве Югославии, 1999
- Выставка живописи и графики в Московской Городской Думе, 1999
- Выставка живописи в Представительстве Кемеровской области г. Москва, 2000
- Выставка живописи и графики в  Христианском Центре г. Фельберт Германия, 2000
- Выставка живописи и графики в ГВЗ «На Каширке» г. Москва, 2001
- Выставка живописи и графики в г. Ногинск, 2002
- Выставка живописи и графики в ГВЗ «Творчество» г. Москва, 2003
- Выставка живописи и графики в ГВЗ «На Каширке» г. Москва, 2004
- Выставка живописи и графики в ГВЗ «Творчество» г. Москва, 2005
- Персональная выставка "Эра водолея" Москва, 2006, Государственный выставочный зал "На Каширке"[6]
- Персональная выставка "В одном старинном городе" в галерее "Творчество", Москва, 2007 [7]
- Персональная выставка «…Что за дом притих, погружён во мрак…» в галерее «Сэм Брук» культурного Центра-музея В.Высоцкого, Москва, 2007[8]
- Персональная выставка «Лабиринт» в галерее «Союз Творчество», Триумфальная пл.д.1. Москва 2008[9]
- «За дороги твои, за березы…» 2010, Коломна, в музее «Дом Озерова»[10][11]
- персональная выставка «Город Зеро» в галерее «Союз Творчество» Москва 2010
- Персональная выставка «ОДИНЕЦ» Москва, галерея «Ардена» 2013 [12][13]
- Персональная выставка «Русская Небывальщина» в Государственном Владимиро-Суздальском историко-архитектурном и художественном музее-заповеднике. «Союз Творчество» 2013
- Персональная выставка «Русская Небывальщина» в Усадебно-промышленном комплексе Баташевых-Шепелевых, Нижегородская область, г. Выкса. «Союз Творчество». 2016
- "Сказки, песни и прочее" 2016, Москва, ВГИК [14]
- «РОССИЯ РЕАЛЬНАЯ И БЫЛИННАЯ» 2017, Алексин, Алексинский художественно-краеведческий музей [15][16]
- Персональная выставка «Золотое детство». Угличский историко-архитектурный и художественный музей. «Союз Творчество», 2018
- Персональная выставка в выставочном зале Московского Союза художников на Кузнецком Мосту 2018[17]

### Групповые выставки
- 1962	Всесоюзная выставка детского изобразительного творчества «40 лет пионерской организации» (Диплом за рисунок «Натюрморт») г. Москва
- 1972-75	X-XV Всесоюзные молодежные выставки графики г. Москва
- 1973	Выставка живописи молодых художников в Государственном мемориальном историко-художественном музее-заповеднике В.Д. Поленова
- 1974	Выставка студентов ВГИК им. С.А. Герасимова Дом Кино г. Москва
- 1977	XVII Всесоюзная выставка дипломных работ студентов СССР г. Вильнюс Литва
- 1980	Выставка живописи «600 лет Куликовской битвы» ДК «Октябрь» г. Дубна

	Выставка «Молодые художники Москвы о Ленинском районе столицы» г. Москва
- 1970-80	Участник зональных и сезонных выставок Союза Художников
- 1980-90	Выставки творческого объединения «Москворечье»
- 1981	Выставка живописи «Отечество» г. Москва
- 1982	Выставка живописи «Моя земля»
- 1985	Выставка живописи «40 лет Победы»
- 1991	Выставка живописи и графики в «Русском Доме» г. Брюссель Бельгия
- 1995  Выставка художников В. Брагинского и И. Тихонова в Дюссельдорфе[18]
- 1997 	Московский Арт-салон ЦВЗ «Манеж» г. Москва
- 1997	Выставка «Aktiwleben» г. Дюссельдорф Германия
- 1998	Выставка учащихся и педагогов Школы «Покров» г. Эссен Германия
- 2000	Выставка «Приглашение к диалогу» МГВЗ «Новый Манеж» г. Москва
- 2007-13	Выставка художников педагогов ВГИКа «Изограф» г. Москва
- 2008-13	Благотворительные выставки галерея «Ардена» г. Москва
- 2009	Всемирная выставка «MODEHEIM» г. Эссен Германия

	Выставка «Уроки» г. Чагода 
	Выставка «Традиции русской живописи» ЦДХ г. Москва
- 2010	Выставка живописи «Июньский вернисаж» ЦДХ г. Москва

	Выставка живописи «Художники Artlib» ЦДХ г. Москва
- 2011	Выставка «Б.Неменский, В.Брагинский, А.Акилов, И.Тихонов.» МИД РФ г. Москва

	Выставка живописи «Художники Artlib» ГВЗ «На Каширке»
	Выставка в Доме Кино г. Москва
- 2012	Выставка художников – педагогов УРАО «Пленер» г. Москва
- 2013	Выставка живописи и графики «Художники, педагоги ВГИК» ВЗ «Кузнецкий мост, 20» г. Москва

## Почётные звания
- Заслуженный художник Российской Федерации (22 апреля 2013 года) — за заслуги в области изобразительного искусства[19]